# German Arce Ross
German Arce Ross, né le 27 octobre 1957 à  Lima (Pérou), est un psychanalyste franco[réf. nécessaire]-péruvien.

## Biographie
German Arce Ross est né de mère britannique et de père péruvien.
Il commence ses études de psychologie à l'Université Ricardo Palma, à Lima, au Pérou, en 1974, avant de s'installer à Sao Paulo, au Brésil, en 1975.
En France, il effectue son analyse personnelle avec Gérard Miller.

## Enseignement, recherche et pratique cliniques

### Psychologie clinique et psychopathologie
Après avoir effectué ses études de psychologie à l’Institut de Psychologie de l’université de Sao Paulo, au Brésil, German Arce Ross s’installe en France en 1983 pour rédiger une thèse de doctorat en psychanalyse et une thèse de doctorat en psychologie. Il refait également ses études de psychologie clinique et psychopathologie (DESS) à l’université en France.

### Formation
Il soutient une thèse en 1989), sur les structures pathologiques de l’amour dans les psychoses, dirigée par Gérard Wajeman. Il réalise une deuxième thèse en 1999), sur la mélancolie, sous la direction de François Sauvagnat, sur les facteurs de déclenchement de la psychose maniaco-dépressive.
De 1986 à 2011, il enseigne au Collège International de Philosophie, au Département de psychanalyse de l’université de Paris VIII, au Laboratoire de psychologie clinique de l’université de Rennes II et au Laboratoire de psychopathologie psychanalytique de l'Université Paris-Nanterre.
German Arce Ross participe aux travaux de l’École de la cause freudienne et assiste au séminaire hebdomadaire de DEA de Jacques-Alain Miller. À Milan, il participe séminaires de l’ancien Centro Studi di Psicoanalisi.[réf. souhaitée]
En 1997, il devient membre de l’École de la cause freudienne et de l’Association mondiale de psychanalyse.
German Arce Ross a effectué des psychothérapies et des recherches cliniques en tant que psychologue clinicien dans plusieurs services psychiatriques tels que l’Hôpital psychiatrique de Prémontré, le service de psychiatrie de l’hôpital Saint-Antoine (Paris) et le Service XV de l’hôpital psychiatrique Paul Guiraud (Villejuif).
En 2001, il devient membre de l'association « l'Évolution psychiatrique ». Et en 2016, il devient membre de la Société médico-psychologique.

### Facteurs blancs
En 2001, German Arce Ross formalise ce concept, pour rendre compte de la conjoncture propice au déclenchement de la psychose maniaco-dépressive, partant de l'idée de l'existence d'un deuil vide, dépourvu d'affect, pour parvenir à situer des événements de perte et des situations de rupture. Ils produisent des blancs, des espaces vides ou des trous, dans le déroulement de la chaîne signifiante tout en mobilisant dangereusement le rejet de l’inconscient. Les facteurs blancs fonctionnent ainsi comme des facteurs de déclenchement des états maniaco-dépressifs.
Selon lui, les facteurs blancs se produisent lors de situations qui devraient avoir des valeurs affectives de nuisance, qui pourtant n'adviennent pas, et sont donc dépourvues de douleur psychique. Cette absence d'affect, laissant le sujet devant un vide de sens, est à rapprocher des hallucinations négatives. Et, c'est au sens où ils représentent des événements vides d'affect que les facteurs blancs seraient à distinguer des deuils pathologiques ou traumatiques,.

## Publications

### Livres
- German Arce Ross, Manie, mélancolie et facteurs blancs, Paris, Beauchesne, 2009 - Préface du professeur Georges Lantéri-Laura
- German Arce Ross, La Fuite des événements : Les Angoisses altruistes dans les suicides maniaco-dépressifs, Huit Intérieur Publications, 2016
- German Arce Ross, Jouissance identitaire dans la civilisation, Huit Intérieur Publications, Paris 2020
- German Arce Ross (Sous la direction de), Les Ruines psychiques, Collection Gordiens & Borroméens, Huit Intérieur Publications, Paris, 2021
- German Arce Ross (Sous la direction de), Inceste dans la famille occidentale, Collection Gordiens & Borroméens, Huit Intérieur Publications, Paris, 2022

### Articles et chapitres d’ouvrage
- « El Amor posfreudiano », El Comercio, Lima, Suplemento cultural,‎ 13 septembre 1987
- « Les Aveux implicites de Simone Weber », Le Figaro, Paris,‎ 4 mars 1991
- « La Mélancolie dans la nosographie freudienne », La Cause freudienne, Paris, ECF, vol. 35,‎ 1997, p. 76-81 (lire en ligne)
- « La Scansion logique de la passe », L’Inconscient ignore-t-il le temps ?, Rennes, PUR,‎ 1997, p. 51-57
- « La Huida en la obra de Mario Vargas Llosa », Revista Latinoamericana de Psicopatologia Fundamental, Sao Paulo, ECF, vol. II, no 3,‎ 1999, p. 109-123 (lire en ligne)
- « Facteurs de cristallisation de la bipolarité anorexie-boulimie », Cliniques méditerranéennes, Ramonville Saint-Agne, Eres, vol. 62,‎ 2000, p. 87-100 (lire en ligne)
- « Facteurs blancs et déclenchement du délire dans la Psychose maniaco-dépressive », L'Évolution psychiatrique, Paris, Elsevier, vol. 66,3,‎ 2001, p. 474-487 (lire en ligne)
- « La Melanconia estetica », Stili della sublimazione. Usi psicoanalitici dell'arte (sous la direction de Maurizio Mazzoti), Milano, Franco Angeli,‎ 2001, p. 22-32
- « Le Suicide maniaque de Victor Tausk », Cliniques méditerranéennes, Ramonville Saint-Agne, Eres, vol. 66,‎ 2002, p. 155-174 (lire en ligne)
- « L'Homicide altruiste de Louis Athusser », Cliniques méditerranéennes, Ramonville Saint-Agne, Eres, vol. 67,‎ 2003, p. 222-238 (lire en ligne)
- « Facteurs blancs, précurseurs négatifs de l'hallucination », Cahiers de Psychologie Clinique, Bruxelles, Eres, vol. 20,‎ 2003, p. 89-109 (lire en ligne)
- « Déclenchement des psychoses : les facteurs blancs, une valeur de nuisance vide », L'Information psychiatrique, Paris, John Libbey Eurotext, vol. 79, no 5,‎ mai 2003, p. 403-414 (lire en ligne)
- « Syndrome de Cotard et fuite des idées », L'Évolution psychiatrique, Paris, Elsevier, vol. 70, no 1,‎ 2005, p. 161-176 (lire en ligne)
- « Destins de l'odeur », Cliniques méditerranéennes, Ramonville Saint-Agne, Eres, vol. 75,‎ 2007, p. 259-275 (lire en ligne)
- « Mélancolie et processus de création », L’Art et le soin. Cliniques actuelles - Peinture, sculpture, théâtre, chant, littérature (sous la direction de Patricia Attigui), Bruxelles, De Boeck,‎ 2011, p. 41-54